# Sesselbahn Boppard

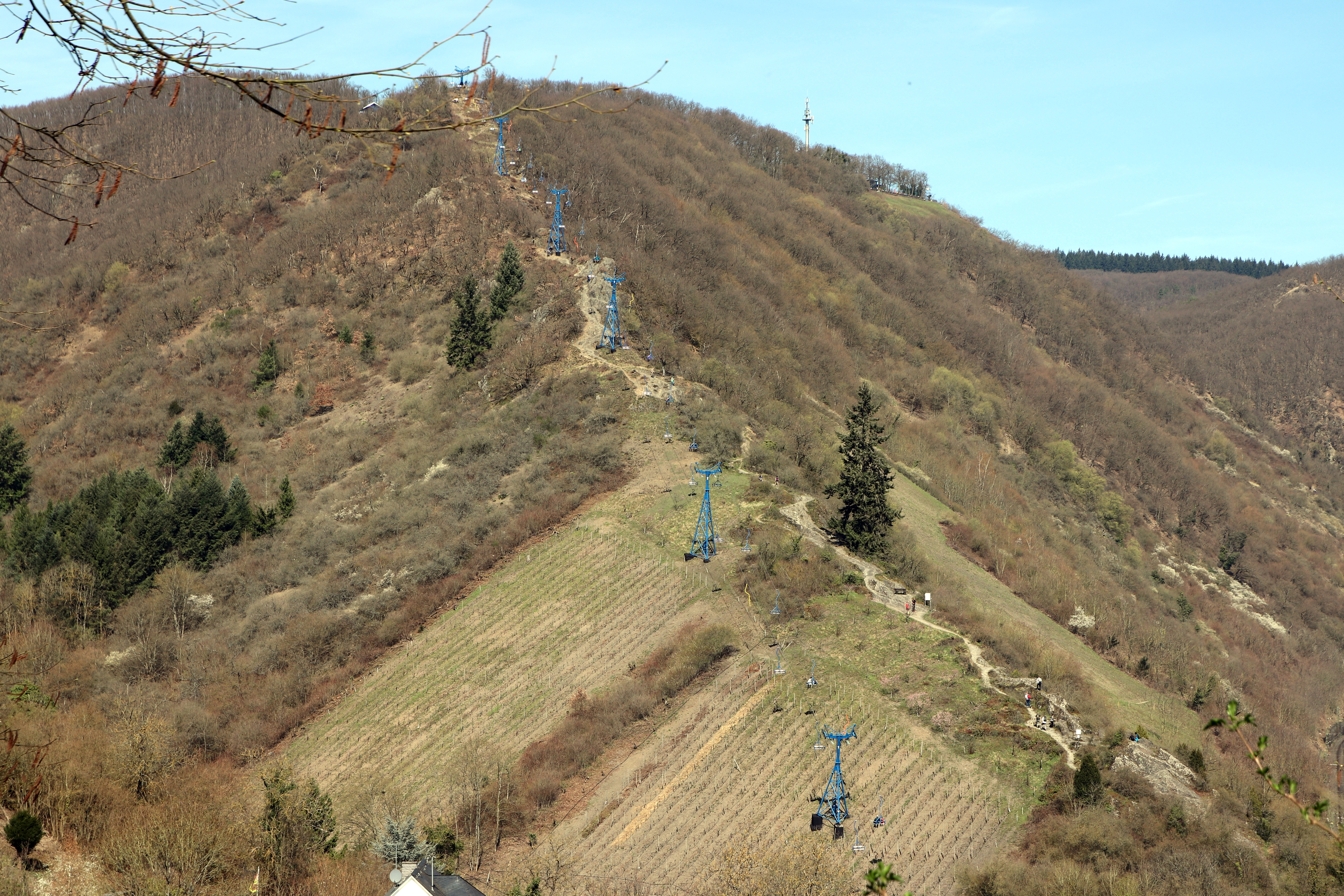
Teilansicht des Vierseenblicklifts

Die Sesselbahn Boppard ist ein 915 Meter langer Zweiersessellift, der 1954 von der Firma Hasenclever bei Boppard erbaut wurde. Sein Ziel ist der Aussichtspunkt Vierseenblick oberhalb der Stadt Boppard am Mittelrhein westlich der Weinlage Bopparder Hamm.
Die Sesselbahn Boppard überwindet eine Höhendifferenz von 232 Metern. Die Fahrtdauer beträgt 20 Minuten. Pro Stunde können auf 80 Sesseln 600 Personen befördert werden. In den Monaten November bis März ist der Lift außer Betrieb.

## Verlauf

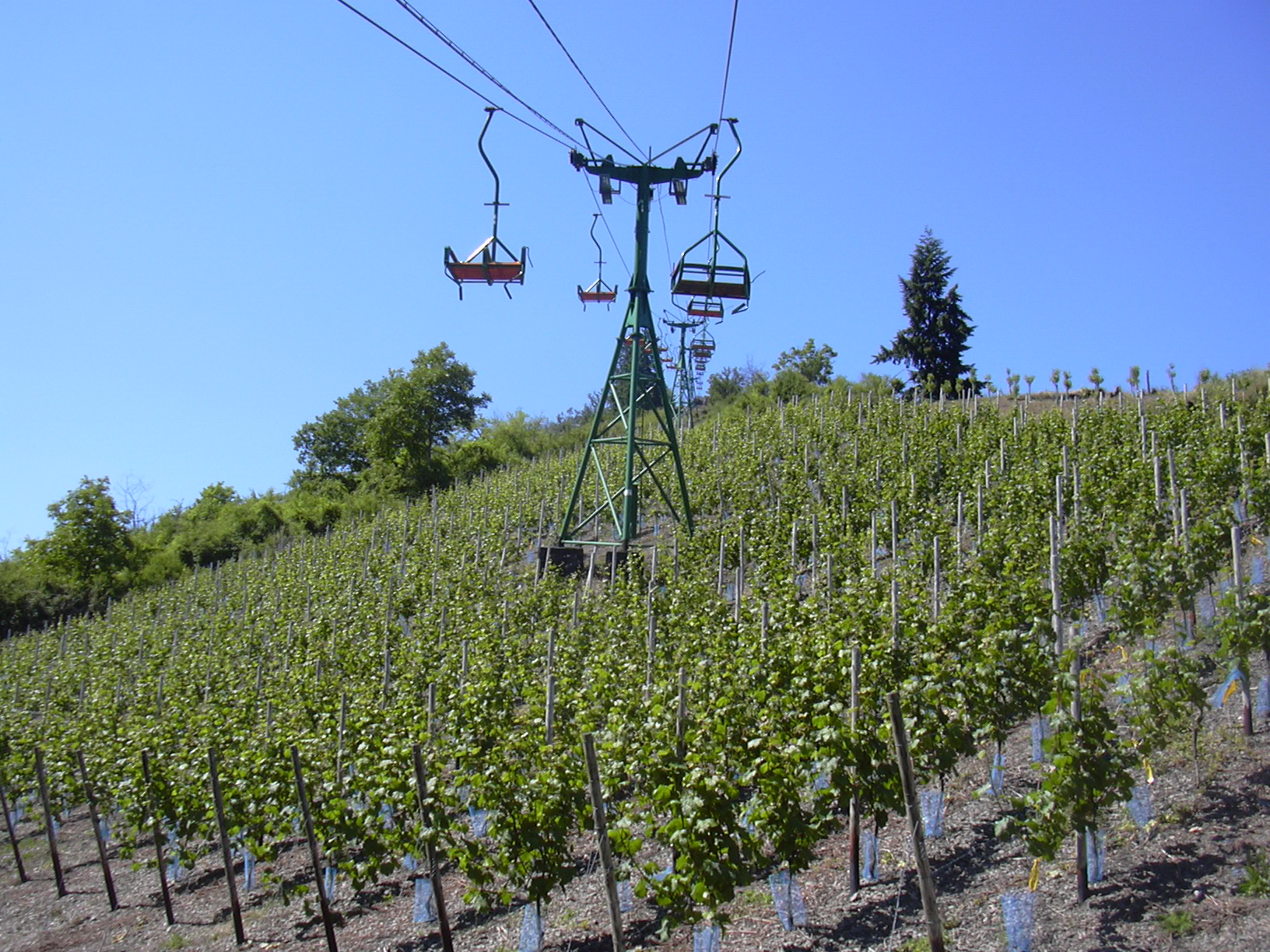
Nahe der Talstation: Auffahrt über Rebhänge

Die Talstation befindet sich am Eingang zum Bopparder Mühltal oberhalb des Restaurants in Fachwerk mit historischem Mühlrad am Bach. Zu Anfang schwebt man über einen kleinen Rebhang, fünf Minuten später über Schieferfelsen und Eichenwälder.
Die Aussicht vom Lift reicht südlich auf die Stadt Boppard und rechtsrheinisch bis Kamp-Bornhofen und seine Burgen Sterrenberg und Liebenstein, die so genannten Feindlichen Brüder. Östlich tritt bei der Auffahrt die von den Rebhängen des Bopparder Hamm gesäumte Rheinschleife bis Spay ins Blickfeld. Rechtsrheinisch erscheint im Rheinbogen Filsen und östlich davon Osterspai.
Die Bergstation liegt auf der Höhe mitten im Wald.

## Wanderwege-Netz von der Bergstation

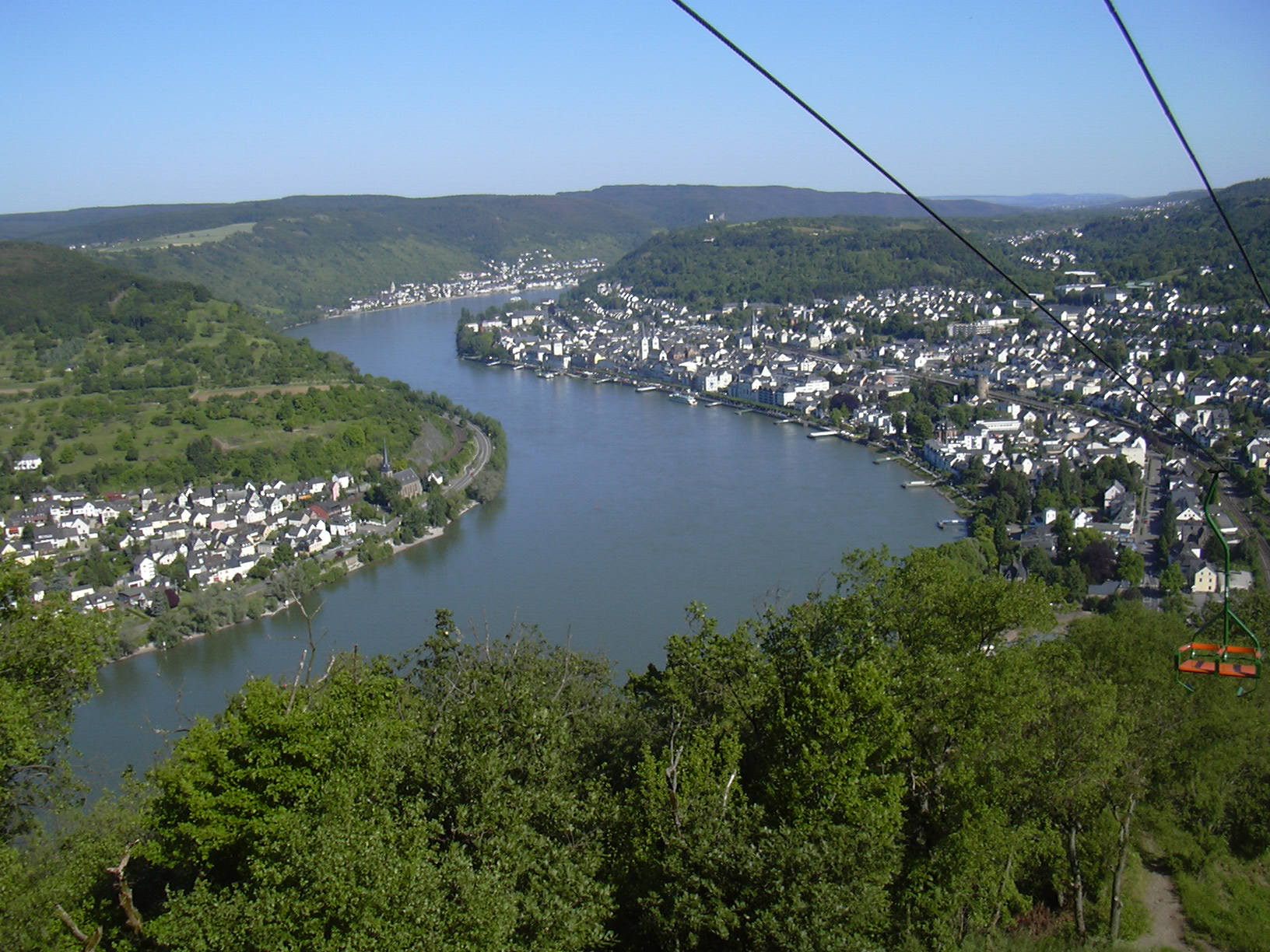
Blick rheinaufwärts auf Filsen, Boppard und Kamp-Bornhofen

Nach fünf Minuten Fußweg erreicht man das Gedeonseck, eine Gaststätte mit Panoramaterrasse, von der aus die gesamte Rheinschleife von Boppard übersehen werden kann. Das Gelände wird auch als Start- und Landepunkt zum Gleitschirmfliegen genutzt.
Der Vierseenblick befindet sich noch einmal fünf Minuten weiter oberhalb. An diesem Aussichtspunkt überschneiden sich Schieferhänge und Rheinschleife perspektivisch so, dass der optisch täuschende Eindruck entsteht, es handele sich um vier separate Seen.
Mehrere Fahrrad- und Rundwanderwege, die teilweise Abschnitte des Rheinburgenweges darstellen, führen über die bewaldeten Rheinhöhen zu weiteren Aussichtspunkten, der Hedwigs- und Engelseiche, sowie zum ehemaligen Klostergut und heutigen Golfplatz und Hotel Jakobsbergerhof. Der Mittelrhein-Klettersteig  verläuft an den Schieferfelsen oberhalb der Weinlage Bopparder Hamm, Abstiege nach Boppard gibt es durch die Rebhänge und das Mühltal.
2005 wurde oberhalb der Ausflugsgaststätte Vierseenblick ein Übungsgelände für Freeride-Mountainbiking angelegt.